# Wangari Maathai
Wangari Maathai, född 1 april 1940 i Ihithe, distriktet Nyeri, Centralprovinsen, död 25 september 2011 i Nairobi, var en kenyansk miljöaktivist och Kenyas vice miljöminister mellan januari 2003 och november 2005. Hon grundade miljöorganisationen The Green Belt Movement.
År 1984 mottog Maathai Right Livelihood Award för sitt arbete med Green Belt Movement och 2003 mottog hon Sofie-priset i Norge. Maathai tilldelades Nobels fredspris år 2004. Nobelkomittén hade följande motivering: Fred på jorden är beroende av att vi lyckas säkra livsmiljön. Maathai står längst fram i kampen för miljön, demokrati och kvinnors rättigheter.
År 2020 tilldelades Wangari Maathai postumt The Perfect World Foundation Award för sitt banbrytande arbete inom miljöskydd och hållbar utveckling, vilket inkluderade att plantera miljontals träd genom initiativet Green Belt Movement.
Maathai avled i cancer 2011.